# Metopolophota epinephela
Metopolophota epinephela är en fjärilsart som beskrevs av George Thomas Bethune-Baker 1909. Metopolophota epinephela ingår i släktet Metopolophota och familjen tandspinnare. Inga underarter finns listade i Catalogue of Life.